# ESPN Deportes
ESPN Deportes (ESPN Esports) és un canal multinacional nord-americà d'esports de televisió de pagament en castellà propietat d'ESPN Inc., una empresa conjunta entre The Walt Disney Company (que posseeix una participació de control del 80%) i Hearst Communications (que posseeix el 20% restant). La xarxa s'adreça principalment a la comunitat hispana dels Estats Units. El canal emet des d'instal·lacions d'estudi a les bases d'operacions tradicionals d'ESPN a Los Angeles i Bristol, Connecticut, juntament amb la seva base mexicana a la Ciutat de Mèxic.
ESPN Deportes està disponible a la majoria de proveïdors de televisió de pagament, com ara Comcast, Altice USA, AT&T U-verse, Cox Communications, Charter Communications, Dish Network i DirecTV. Segons Nielsen, ESPN Deportes està disponible per a almenys 5,5 milions de llars hispanes als Estats Units mitjançant un paquet de programació que inclou el canal. Per contra, ESPN no manté canals d'àudio en cap dels seus canals en anglès als Estats Units (excepte per a la cobertura espanyola de SAP d'ABC per a les Finals de l'NBA), permetent l'exclusivitat total a ESPN Deportes dels drets en castellà.

## Història
ESPN Deportes es va llançar com a canal alternatiu de programació en llengua castellana el juliol de 2001, quan ESPN i Major League Baseball van començar a oferir retransmissions en castellà del Home Run Derby i programes selectes de Sunday Night Baseball. El 2003, aquesta emissió simultània es va ampliar a totes les retransmissions de partits de Sunday Night Baseball i Sunday Night Football, així com la boxa.
ESPN Deportes es va convertir en un canal independent de subscripció esportiva de 24 hores el 7 de gener de 2004. L'any 2007, ESPN Deportes va començar a produir un segment diari en anglès presentat durant les edicions nocturnes del programa SportsCenter de la seva xarxa matriu nord-americana, presentat per Michele LaFountain i diverses altres personalitats. ESPN Deportes va llançar un canal de difusió simultània d'alta definició de 720p l'abril de 2011, tot i que com que molts paquets de xarxes de cable en castellà nord-americans continuen amb la majoria de xarxes en definició estàndard, ESPN Deportes manté el seu ticker de notícies "BottomLine" en un format dissenyat per a sistemes 4:3. No obstant això, a partir del 2016, el ticker BottomLine s'ha expandit al disseny 16:9 utilitzat per les altres xarxes ESPN.
El 7 de desembre de 2015, la cadena va estrenar la seva nova instal·lació de producció de quatre estudis a Ciutat de Mèxic amb la versió espanyola de SportsCenter. Jorge Eduardo Sánchez i Carolina Padrón van fer el primer SportsCenter dels nous estudis que també va comptar amb el conegut periodista mexicà José Ramón Fernández entrevistant els entrenadors de futbol mexicà Tomás Boy i Miguel Herrera. El 4 de gener de 2016, la cadena va traslladar a les noves instal·lacions tots els seus espectacles produïts a Mèxic, entre els quals destaquen Fútbol Picante, Los Capitanes i Cronómetro.